# Mistrzostwa świata seniorów w szachach

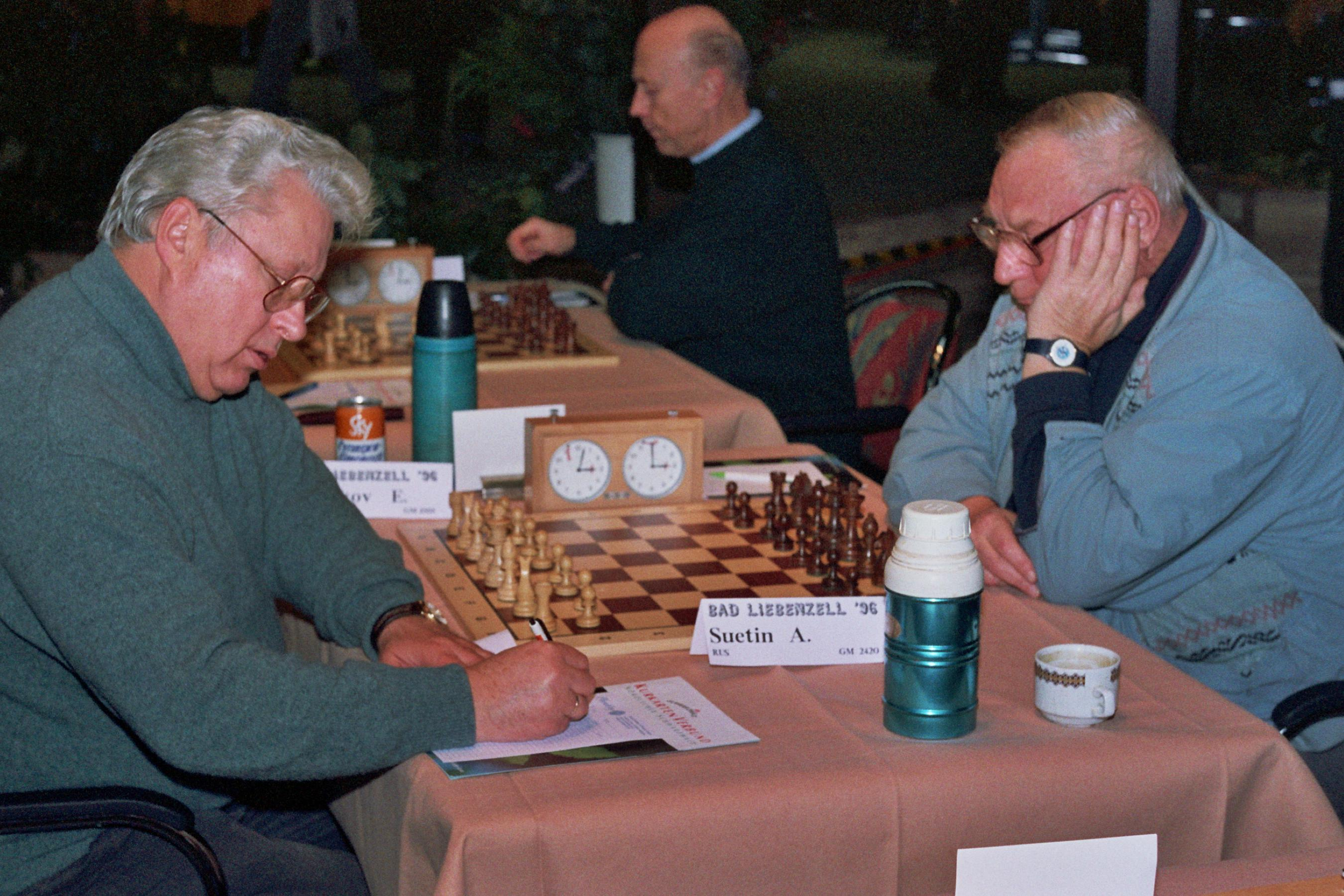
Bad Liebenzell 1996: przy szachownicy Jewgienij Wasiukow (białe) i Aleksiej Suetin (czarne), w tle Jānis Klovāns.

Mistrzostwa świata seniorów w szachach – rozgrywane od 1991 r. zawody, mające na celu wyłonienie mistrzyni świata szachistek powyżej 50. roku życia oraz mistrza świata szachistów powyżej 60. roku życia. W 2014 r. zmieniono kryteria wiekowe, od tego roku medale przyznawane są dwóch grupach wiekowych – powyżej 50 i 65 lat (zarówno wśród kobiet, jak i mężczyzn).
Wśród dotychczasowych zwycięzców znajdują się klasyczni mistrzowie świata: Nona Gaprindaszwili i Wasilij Smysłow, jak również pretendenci do tego tytułu: Walentyna Kozłowska, Jelena Fatalibekowa, Marta Lityńska, Tatiana Zatułowska oraz Jefim Geller, Wiktor Korcznoj i Mark Tajmanow. Spośród reprezentantów Polski największe sukcesy w tych rozgrywkach odniosła Hanna Ereńska-Barlo, która w roku 2007 zdobyła tytuł mistrzyni świata, w latach 1998 i 2005 – medale srebrne, a w 1997 i 2003 – brązowe. W roku 2000 mistrzostwa zostały zorganizowane w Polsce, w miejscowości Rowy.
Z powodu szerokiego znaczenia słowa "senior" w terminologii sportowej, mistrzostwa te nazywane są również mistrzostwami "weteranów".

## Lista medalistów
| Lp | Rok / Miasto         | Mężczyźni | Kobiety |
| -- | -------------------- | --- | --- |
| 1  | 1991 Bad Wörishofen  | 1. Wasilij Smysłow 2. Jefim Geller 3. Andreas Dückstein                                                                              | 1. Éva Karakas 2. Irene Winter 3. Alfreda Hausner |
| 2  | 1992 Bad Wörishofen  | 1. Jefim Geller 2. Anatolij Lejn 3. Pál Benkő                                                                                        | 1. Éva Karakas 2. Tatiana Zatułowska 3. Dorothea Hensel |
| 3  | 1993 Bad Wildbad     | 1. Mark Tajmanow 2. Buchuti Gurgenidze 3. Boris Archangielski                                                                        | 1. Tatiana Zatułowska 2. Merike Rotova 3. Ruth Donnelly |
| 4  | 1994 Biel/Bienne     | 1. Mark Tajmanow 2. Jewgienij Wasiukow 3. Aleksiej Suetin                                                                            | 1. Éva Karakas 2. Merike Rotova 3. Greta Olsson |
| 5  | 1995 Bad Liebenzell  | 1. Jewgienij Wasiukow 2. Borys Katałymow 3. Heinz Baumgartner                                                                        | 1. Nona Gaprindaszwili 2. Tamara Chmiadaszwili 3. Walentina Kozłowska                                                                                               |
| 6  | 1996 Bad Liebenzell  | 1. Aleksiej Suetin 2. Anatolij Lejn 3. Jānis Klovāns                                                                                 | 1. Walentina Kozłowska 2. Tamara Chmiadaszwili 3. Galina Gumilewska                                                                                                 |
| 7  | 1997 Bad Wildbad     | 1. Jānis Klovāns 2. Boris Archangielski 3. Anatolij Lejn                                                                             | 1. Tatiana Zatułowska 2. Tamara Chmiadaszwili 3. Hanna Ereńska-Radzewska                                                                                            |
| 8  | 1998 Grieskirchen    | 1. Władimir Bagirow 2. Wolfgang Uhlmann 3. Borislav Ivkov                                                                            | 1. Tamara Chmiadaszwili 2. Hanna Ereńska-Radzewska 3. Jelena Fatalibekowa                                                                                           |
| 9  | 1999 Gladenbach      | 1. Jānis Klovāns 2. Władimir Bagirow 3. Anatolij Lejn                                                                                | 1. Tamara Chmiadaszwili 2. Tatiana Zatułowska 3. Tamara Sorokina |
| 10 | 2000 Rowy            | 1. Oleg Czernikow 2. Jānis Klovāns 3. Mark Tajmanow                                                                                  | 1. Jelena Fatalibekowa 2. Tamara Chmiadaszwili 3. Walentina Kozłowska                                                                                               |
| 11 | 2001 Arco            | 1. Jānis Klovāns 2. István Csom 3. Vladimir Bukal                                                                                    | 1. Jelena Fatalibekowa 2. Walentina Kozłowska 3. Jelena Strelnikowa                                                                                                 |
| 12 | 2002 Naumburg        | 1. Juzefs Petkēvičs 2. Stanko Kosanski 3. Jānis Klovāns                                                                              | 1. Marta Lityńska 2. Tamara Chmiadaszwili 3. Jelena Fatalibekowa |
| 13 | 2003 Bad Zwischenahn | 1. Jurij Szabanow 2. Jānis Klovāns 3. Vladimir Bukal                                                                                 | 1. Tamara Chmiadaszwili 2. Marta Lityńska 3. Hanna Ereńska-Barlo |
| 14 | 2004 Halle           | 1. Jurij Szabanow 2. Klaus Klundt 3. Ljuben Spasow                                                                                   | 1. Jelena Fatalibekowa 2. Tamara Chmiadaszwili 3. Marta Lityńska |
| 15 | 2005 Lignano         | 1. Ljuben Spasow 2. Vlastimil Jansa 3. Jewgienij Wasiukow                                                                            | 1. Ludmiła Saunina 2. Hanna Ereńska-Barlo 3. Tatiana Fomina |
| 16 | 2006 Arvier          | 1. Wiktor Korcznoj 2. Vlastimil Jansa 3. Ljuben Spasow                                                                               | 1. Ludmiła Saunina 2. Tamara Chmiadaszwili 3. Tatiana Fomina |
| 17 | 2007 Gmunden         | 1. Algimantas Butnorius 2. Jewgienij Wasiukow 3. Vlastimil Jansa                                                                     | 1. Hanna Ereńska-Barlo 2. Ludmiła Saunina 3. Swietłana Miednikowa                                                                                                   |
| 18 | 2008 Bad Zwischenahn | 1. Larry Kaufman 2. Mihai Șubă 3. Mišo Cebalo                                                                                        | 1. Tamāra Vilerte 2. Galina Strutinska 3. Tatiana Fomina |
| 19 | 2009 Condino         | 1. Mišo Cebalo 2. Jānis Klovāns 3. Witalij Cieszkowski                                                                               | 1. Nona Gaprindaszwili 2. Jelena Fatalibekowa 3. Tatiana Fomina |
| 20 | 2010 Arco            | 1. Anatolij Wajser 2. Vlastimil Jansa 3. Wiaczesław Dydyszko                                                                         | 1. Tamara Chmiadaszwili 2. Nona Gaprindaszwili 3. Tatiana Fomina |
| 21 | 2011 Opatija         | 1. Władimir Ochotnik 2. Davorin Komljenović 3. Giennadij Timoszczenko                                                                | 1. Galina Strutinska 2. Nino Melaszwili 3. Ludmiła Saunina |
| 22 | 2012 Kamena Wurla    | 1. Jens Kristiansen 2. Anatolij Wajser 3. Jewgienij Swiesznikow                                                                      | 1. Galina Strutinska 2. Tamara Chmiadaszwili 3. Jelena Fatalibekowa                                                                                                 |
| 23 | 2013 Opatija         | 1. Anatolij Wajser 2. Jens Kristiansen 3. Krunoslav Hulak                                                                            | 1. Jelena Ankudinowa 2. Nona Gaprindaszwili 3. Tamara Chmiadaszwili                                                                                                 |
| 24 | 2014 Katerini        | powyżej 65 lat 1. Anatolij Wajser 2. Jurij Bałaszow 3. Wiktor Kuprejczyk powyżej 50 lat 1. Zurab Sturua 2. Keith Arkell 3. John Nunn | powyżej 65 lat 1. Nona Gaprindaszwili 2. Jelena Fatalibekowa 3. Tamara Chmiadaszwili powyżej 50 lat 1. Swietłana Miednikowa 2. Jelena Ankudinowa 3. Nino Melaszwili |